# Kanton Vélines
Kanton Vélines (francouzsky Canton de Vélines) je francouzský kanton v departementu Dordogne v regionu Akvitánie. Tvoří ho 12 obcí.

## Obce kantonu
- Bonneville-et-Saint-Avit-de-Fumadières
- Fougueyrolles
- Lamothe-Montravel
- Montazeau
- Montcaret
- Nastringues
- Port-Sainte-Foy-et-Ponchapt
- Saint-Antoine-de-Breuilh
- Saint-Michel-de-Montaigne
- Saint-Seurin-de-Prats
- Saint-Vivien
- Vélines